# Dreefzicht
Dreefzicht is gebouwd als buitensociëteit van de Haarlemse rederijkerskamer Trou moet Blijcken in de Haarlemmerhout in 1840 naar ontwerp van Jan David Zocher. Het stond oorspronkelijk op een terp aan het eind van de Dreef omgeven door gazons met grote bomen.

## Verbouwing

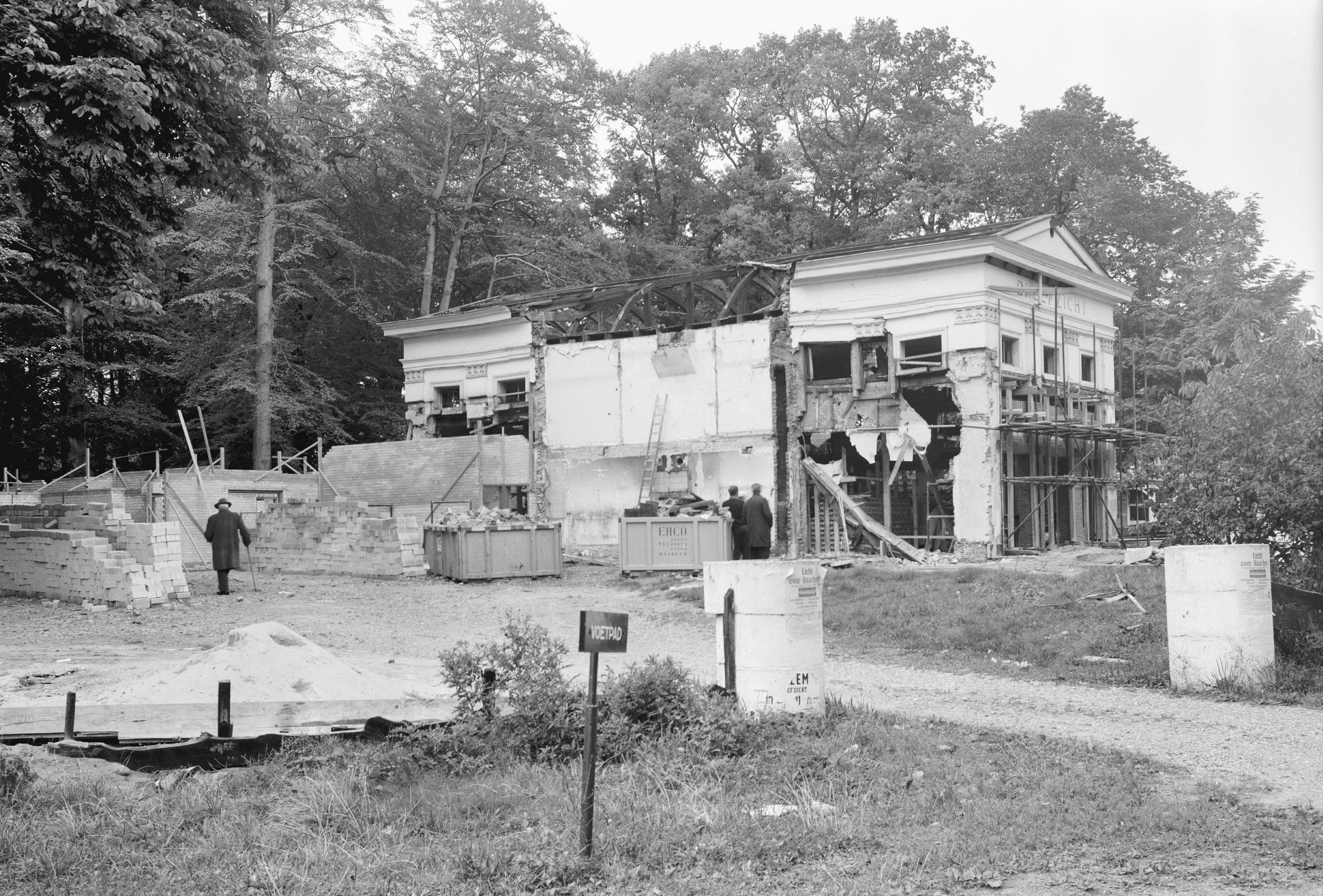
Verbouwing in 1964

De buitensociëteit werd in 1922 verkocht. In 1960 kwam het in handen van de hotelketen Van der Valk en in 1964 werd Dreefzicht grondig verbouwd. Het ontwikkelde zich tot een klassieker binnen de Haarlemse horeca, maar werd van de hand gedaan toen de omzet daalde. Sinds 2009 bevindt zich in Dreefzicht een restaurant van La Place. In december 2021 werd bekend dat La Place Dreefzicht per eind januari 2022 zal verlaten, wegens een verbouwing. Wat er nadien in het pand zou komen was niet bekend.
Met het doortrekken van de Dreef via de Fonteinlaan en de toegenomen verkeersdrukte vervult Dreefzicht niet langer het centrale ontmoetingspunt in de Haarlemmerhout.